# Архангельский переулок (Москва)
Арха́нгельский переу́лок (Котельников, Гаври́ловский, Ме́ншиков переу́лок, с 12 августа 1924 года по 13 мая 1993 года — Телегра́фный переу́лок) — переулок в Басманном районе города Москвы (Центральный административный округ). Начинается от Сверчкова переулка, круто поворачивает практически параллельно ему и, пересекая Кривоколенный переулок в том месте, где он переходит в Потаповский, выходит на Чистопрудный бульвар. В старину составлял единое целое с Девяткиным переулком, начинаясь от улицы Покровка:12.
Нумерация домов ведётся от Сверчкова переулка.

## Название
Первоначальное название переулка — Котельников — произошло от мастеров по изготовлению котлов, живущих в этом районе:11. Затем переулок стал называться Гаврилов — по имени церкви во имя Архангела Гавриила, упоминание о которой впервые встречается в переписи 1551 года.
После того, как в конце XVII века участок земли к западу от Чистых прудов перешёл в собственность Александра Меншикова и на месте древней церкви была выстроена новая, так называемая Меншикова башня — стал называться Меншиковым. Позднее за переулком закрепилось название Архангельский.
В августе 1924 года, на волне борьбы советской власти с православной церковью, это «религиозное» название было сменено на нейтральное Телеграфский — по причине близости к переулку Московского центрального телеграфа.
13 мая 1993 года переулку было возвращено его дореволюционное название.

## История
Переулок возник в урочище «Котельники», где проживали мастера по изготовлению котлов:11.

## Здания и сооружения

### По нечётной стороне
№ 1, дом Константинова
Здание 1874 года постройки, архитектор — Август Вебер. Здесь в 1910-х годах размещалось Генеральное консульство Германии:137.
№ 3, доходный дом В. В. Журавлёва
Здание 1890-х годов постройки, архитектор — Митрофан Арсеньев.
№ 5, армянская Крестовоздвиженская церковь

Здание церкви было снесено в 1939 году.
№ 5 стр. 4, палаты начала XVIII века
, здание 1700-х годов постройки. В настоящее время — резиденция архиепископа Армянской апостольской церкви.
№ 7, стр. 1, доходный дом А. Я. Меркеля
, здание 1907 года постройки, архитектор — Борис Великовский. В этом доме жил врач-стоматолог и революционер Павел Дауге. Здесь, в конце апреля и осенью 1913 года его посещал Владимир Ульянов-Ленин.
№ 9, доходный дом Г. С. Гринберг
Здание 1911 года постройки, архитектор — Адольф Зелигсон.
№ 11
Жилой дом 1920-х годов постройки.
№ 11/16, стр. 4?, доходный дом Н. К. Силуанова
Строительство жилого комплекса у пересечения с Кривоколенным переулком началось в 1913 году по проекту архитектора Адольфа Зелигсона и к 1917 году не было завершено. Здание было достроено лишь в 1924 году, после чего здесь жили инженеры, в том числе — Леонид Рамзин. Здесь до 1954 года жил будущий московский краевед С. К. Романюк
№ 11/16, стр ?, особняк Н. К. Силуанова
Здание 1912 года постройки, архитекторы — Капитолий Дулин и Л. В. Осовецкий[уточнить].
№ 13/11, стр. 1, доходный дом А. В. Бари
. Жилой дом на углу с Кривоколенным переулком был построен в 1895 году, архитектор — Флегонт Воскресенский. С 1918 по 1934 годы здесь жил инженер, архитектор и изобретатель Владимир Шухов:205-206.
№ 15а, стр. 9, Меншикова башня
. Построена в 1701—1707 годах на основе церковного здания XVII века (интерьеры — начала XVIII века), архитектор — Иван Зарудный (возможно, что в 1703 году к работам привлекался архитектор Доменико Трезини); наиболее раннее из сохранившихся зданий петровского барокко в Москве.
Первое упоминание о церкви во имя Гавриила Архангела в Мясниках относится к 1551 году. К 1657 она была перестроена в камне, в 1679 — увеличена в размерах. К концу XVII века участок перешёл в собственность Александра Меншикова: его семья проживала в усадьбе, стоявшей тогда на месте Центрального почтамта и использовала церковь как домовую. В 1701 (1704?) году Меншиков начал на её месте новое строительство, которое в целом было окончено к 1707 году. Пятиярусная башня типа восьмерик на четверике, увенчанная 30-метровым деревянным шпилем с флюгером в форме ангела, стала самым высоким сооружением Москвы, превысив высоту колокольни Ивана Великого на полторы сажени:82. В 1708 на три верхних восьмерика были подняты 50 колоколов, на нижнем из них, богато украшенном декоративной скульптурой, был установлен английский часовой механизм с курантами.
14 июня 1723 года в шпиль башни ударила молния, отчего он и верхний ярус башни, который также был деревянным, полностью сгорели. Колокола рухнули вниз, проломив своды и убив людей, находившихся в церкви, при этом интерьеры нефов были частично уничтожены.
Свою нынешнюю форму башня приобрела в 1773—1779 годах, когда для проведения масонских собраний её восстановил член масонского общества Г. З. Измайлов: сгоревший восьмерик был заменён полукруглым куполом и позолоченной главой сложной барочной формы, ярусы звона заложены кирпичом, а утраченные фигуры ангелов с орудиями Страстей Христовых заменены декоративными вазами.
В 1822 году церковь стала почтамтской. В 1863 году по благословению митрополита Филарета в храме были возобновлены богослужения, для чего со стен были счищены многочисленные масонские символы и изречения. Однако, уже по свидетельству 1888 года, богослужения совершались лишь в соседней «тёплой» церкви Феодора Стратилата, Архангельская же церковь представляла собой «только памятник времён Императора Петра»:117.
17 июля 1948 года здание церкви было передано Антиохийскому подворью.
В настоящее время оригинальная скульптурная отделка церкви практически утрачена, вазы и статуи представляют собой копии, выполненные из бетона.
№ 15а, стр. 2, колокольня с приделом во имя Феодора Стратилата
, здание в неоклассическом стиле 1806 года постройки, архитектор — Иван Еготов. Построена по распоряжению московского почт-директора Фёдора Ключарёва. Использовалась как «тёплая» церковь. 17 июля 1948 года была передана Антиохийскому подворью.
№ 15, стр. 3, дом причта
, здание 1827 года постройки, принадлежало причту церкви Феодора Стратилата (не стоит путать с великомучеником Феодором Тироном)[уточнить].
№ 17, стр. 1, Здание Елизаветинского детского приюта
, здание 1892 года постройки, архитектор — Александр Попов. В настоящее время здесь находится детская стоматологическая поликлиника.
№ 19/6, здание правления Московско-Киевско-Воронежской железной дороги
. В 1810 году на участке, выходящем на Чистопрудный бульвар, была построена усадьба, принадлежавшая графине Елизавете Фёдоровне фон-Вартенслебен, второй супруге Алексея Мусина-Пушкина. Наследником супругов был племянник Мусина-Пушкина Иван, который жил в этом доме. В 1891 году дом был перестроен архитектором Дмитрием Чичаговым, в 1910-х годах — надстоен 3-м этажом по проекту инженера Ивана Рерберга. С 1925 по 1939 годы здесь располагался Народный комиссариат просвещения. В 2000-х годах[уточнить] здание было полностью перестроено.

### По чётной стороне
№ 4, стр. 1 и 2, Городская усадьба К. Ф. Ратхен — Е. А. Лютер — Саргиных
стр. 1, главный дом (флигель) усадьбы
Двухэтажное здание 1802 года постройки, перестраивалось в 1840 и 1847 годах. Картуш на фасаде гласит: «Российское страховое от огня общество. 1827».
стр. 2, хозяйственная постройка
Здание 1847 года постройки, перестраивалось в 1912 году.
В конце XVIII века усадьба принадлежала Головиным, затем Ермоловым, в том числе Александру Петровичу Ермолову - одному из фаворитов Екатерины Великой. Следующий владелец - рижский купец Карл Фридрих Ратхен - перестроил из палат XVIII века существующий главный дом (стр. 1). В доме сохранились своды. Древность памятника выдают также г-образный план и постановка торцом к переулку. С конца XIX века усадьбой владел купец-хлеботорговец Иван Михайлович Саргин, затем его сын Давыд Иванович Саргин, издатель журналов о шашках и шахматах.
В 2010 г. была проведена историко-культурная экспертиза, с выводами которой Мосгоронаследие в августе 2012 г. согласилось. Усадьба  находится в собственности РФ, давно отселена и ветшает. В 2016 г. в адрес правообладателя Мосгорнаследием было направлено уведомление о необходимости принятия мер по сохранению памятника, содержанию его в надлежащем состоянии. Правообладатель планировал заключение договора-аренды с возложением расходов по содержанию объекта на арендатора.  
№ 8/2, дома купца Милованова
Здание второй половины XIX века, находится на углу с Потаповским переулком. При советской власти здесь находились винные склады «Мосвинторга».
№ 10, стр. 1 и 2, усадьба Приклонской — Левашова — Кильдюшевского (палаты XVII века)
, здания на фундаментах XVII века. В 1738-88 годах напротив палат находились фруктовый сад и хозяйственные постройки семьи Приклонских. В 1763 году палаты приобрели братья Пётр и Александр, тем самым расширив семейное владение. В начале XIX века палаты перешли в собственность бригадира Василия Левашова. В пожаре 1812 года сгорел второй деревянный этаж, в 1834 году Левашов выстроил второй этаж в камне.
Основа планировки первого этажа уцелела при поздних перестройках. Двухэтажное здание, выстроенное из большемерного кирпича, соединялось с соседним домом галереей. Главный фасад выходит на глубокий двор, обращённый в сторону Потаповского переулка. Первоначальный декор фасадов с поребриком в карнизах и сложными кирпичными наличниками окон был частично срублен и закрыт штукатуркой (в настоящее время два наличника раскрыты). Ранняя часть здания, прямоугольная в плане, образована палатами различной величины. Подвал, обе палаты которого соединены типичным для XVII века арочным проёмом, и лестница, ведущая к нему — белокаменные. Во втором этаже здания в XVIII веке была устроена анфилада высоких парадных комнат с плоскими перекрытиями. Лепные карнизы, изразцовые печи и ажурное чугунное ограждение каменной лестницы относятся к XIX веку. Ограда участка в виде сложных в плане каменных столбов, украшенных трехчастными филёнками и увенчанных пирамидами с профилированным основанием — второй половины XIX века.
№ 12/8, стр. 1, флигель усадьбы Е. П. Кашкина — А. А. Дурасовой
, выходящее на Чистопрудный бульвар двухэтажное здание начала XVIII века, второй этаж надстроен между 1802 и 1806 годами. Реставрировалось в 1981—1982 годах.

## Транспорт
Переулок находится неподалёку от станции метро  Чистые пруды и конечной остановки трамваев А, 3, 39.